# Pero
Pero (Mailänder Dialekt Per) ist eine italienische Gemeinde in der Lombardei und gehört zu der Metropolitanstadt Mailand.

## Lage und Einwohner
Pero liegt  9 Kilometer vom Stadtzentrum Mailands an der Staatsstraße von Sempione und wird von dem Fluss Olona gekreuzt.
Zur Gemeinde gehören die Frazioni Cerchiate und Cerchiarello und hat 11.734 (Stand 31. Dezember 2023) Einwohner.
Pero grenzt im Süden und Osten unmittelbar an das nordwestliche Stadtgebiet von Mailand und wird im Norden und Westen von der Nachbargemeinde Rho umschlossen.

### Bevölkerungsentwicklung
Pero zählt 4.279 Privathaushalte. Zwischen 1991 und 2001 fiel die Einwohnerzahl von 10.667 auf 10.373. Dies entspricht einer prozentualen Abnahme von 2,8 %.

## Namensherkunft
Der Name Pero stammt aus dem mittelalterlichen Ortsnamen Cassina del Pero. Bereits aus dem zehnten Jahrhundert ist auf dem Gebiet der Stadt ein landwirtschaftlicher Betrieb festgehalten, dessen Hauptproduktion vermutlich Obst, insbesondere Birnen waren. (pero it.= Birnbaum)
Eine andere Hypothese leitet den Namen von der geographischen Lage ab. In der Antike war sie der einzige Ort, an dem man von Mailand aus auf die antike Via Serviana Augusto (heute Sempione), bzw. von dieser nach Mailand kam. (per it.= nach)
Am 23. Dezember 1894 wurde die Gemeinde von Cassina del Pero zu Pero umbenannt.

## Geschichte
Pero wird zum ersten Mal in einem Pergament vom 12. Februar 962 erwähnt. Hier wird ein Weinberg in Cassina del Pero erwähnt. Im Laufe des zehnten Jahrhunderts entwickelte sich jedoch nur wenig Infrastruktur.
Vom 18. bis zum 20. Jahrhundert war das Gebiet von Pero immer wieder Opfer von Überschwemmungen aus Fluss Olona.
Am 13. Mai 1928 wurde die Fusion mit der Gemeinde Cerchiate registriert.
Die vielen Wasserstraßen, die Lage entlang der Sempione sowie die Nähe zu Mailand begünstigten die Entwicklung von Pero als Industriestandort. Die Verwandlung des zuvor vorstädtisch-ländlich geprägten Gemeindegebietes zum Industriestandort fand bereits in der ersten Hälfte des 20. Jahrhunderts statt, jedoch wurde sie durch den Bau einer Raffinerie in der Nachkriegszeit beschleunigt. In Pero und Rho befindet sich das Gelände der Mailänder Weltausstellung Expo 2015, das anschließend ein wichtiger Bestandteil des Mailänder Messegeländes wurde, sodass der Ort heute stark durch den Messeverkehr geprägt ist.

## Verkehr
Pero ist mit der U-Bahn-Linie M1 (auch als „rote Linie“ bekannt) mit Mailand und Rho verbunden.
Zudem besteht Anschluss an viele Wasserstraßen, welche bis zum Mittelmeer führen und der Staatsstraße von Sempione.